# Vitis acerifolia
Espèce
Classification APG III (2009)
Vitis acerifolia est une espèce de plante de la famille des Vitaceae.

## Habitat, répartition
C'est une espèce de raisins indigène du Texas, provenant d'une région de Panhandle.

## Description
La forme de sa feuille est à l'origine de son nom, qui signifie en latin de raisin feuille d'érable, mais il conserve souvent dans la littérature son ancien nom Vitis longii (du nom de son découvreur, le colonel Long).

## Caractéristiques
Vitis acerifolia est la seconde vigne en termes de résistance au froid, après Vitis riparia.

Contrairement à d'autres espèces rustiques et résistantes au froid, il continue à croître en automne, longtemps si le temps est clément, et peut résister à une vague de froid.

Cette espèce semble parfaitement adaptée aux conditions météorologiques nord-américaines, qui connaissent de fréquentes et brusques fluctuations de température. Il résiste mieux que Vitis amurensis, connu pour sortir de son hibernation au cours d'une période chaude et pour n'être endommagés par un gel soudain.
Outre sa résistance au froid, Vitis acerifolia offre de nombreux avantages potentiels pour produire des cépages hybrides ;
- Il résiste très bien à la sécheresse, et au phylloxéra et aux autres maladies de la vigne commune.
- Son système racinaire est résistant et ses graines germent toutes à la fois.
- Ses baies et grappes sont petites et manquent des saveurs ou parfums propres à de nombreuses autres espèces nord-américaines de Vitis, mais son acidité es faible et sa maturation précoce sont aussi des caractéristiques intéressantes pour les sélectionneurs de vignes.
- Il donne un jus très colorés, emprunté à ses parents de la variété canadienne Vincent et à des variétés similaires.
- Bien qu'il n'ait pas de résistance intrinsèque à la maladie de Pierce (maladie importante et mortelle pour les vignes du sud des États-Unis et de l'Amérique centrale), il souffre rarement de cette maladie (il semble qu'il ne soit pas appétant pour l'insecte vecteur de cette maladie, une cicadelle dite 'cicadelle pisseuse' (vitripennis Homalodisca), semble-t-il grâce à la pubescence de ses feuilles qui repousserait les insectes.